# Guy Butteux
Guy Butteux (Clermont, 9 novembre 1920 – Numea, 2 gennaio 2014) è stato un ciclista su strada francese.

## Carriera
Divenne professionista nel 1946 e si distinse vincendo due tappe del Tour de l'Ouest: una nel 1949, dove prevalse in volata su Attilio Redolfi e Louison Bobet, e l'altra nel 1954. Dopo aver corso per i team Mercier-Hutchinson, Alcyon-Dunlop e Arrow, ha concluso la sua carriera nel 1954,  dopo un grave incidente al velodromo di Quintin.

## Palmarès
- 1947

1a tappa Giro della Manica
Grand Prix Pierre Le Doaré
- 1949

3a tappa Tour de l'Ouest
Grand Prix de Granville
- 1950

10a tappa Giro del nord Africa